# Višnjićevo
Görögmező (szerbül ma Višnjićevo / Вишњићево, korábbi szerb nevén Grk / Грк) település Szerbiában, a Vajdaságban, a Szerémségi körzetben, Šid községben.

## Demográfiai változások
| 1948 | 1953 | 1961 | 1971 | 1981 | 1991 | 2002 |
| ---- | ---- | ---- | ---- | ---- | ---- | ---- |
| 1971 | 2111 | 2169 | 2318 | 2030 | 1963 | 1899 |